# Lynnford
Lynnford est une localité, très faiblement peuplée, située dans le milieu de la région de Canterbury située dans l’Île du Sud de la Nouvelle-Zélande .

## Situation
Elle est localisée entre la ville de Hinds et celle de Eiffelton sur la berge du fleuve Hinds, qui atteint la côte de l’Océan Pacifique non loin au sud-est, entre les localités proches de Longbeach et Lowcliffe.
D'autres localités proches de Lynnford sont Willowby  et Windermere vers le nord.

## Éducation
Lynnford a eu une école primaire jusqu’en 1930.
Durant cette décade, elle a été fermée et fusionnée avec les écoles primaires de Ealing et ‘Maronan’ et les élèves des trois écoles furent envoyés à l’école primaire de Hinds.